# Вознесенский район (Ленинградская область)
Вознесе́нский райо́н — административно-территориальная единица в составе Ленинградской области, существовавшая с 1927 по 1954 годы.
Административный центр — посёлок Вознесенье.
Площадь территории — 1935 км² (по данным 1928 года). Население — 5762 человек (1949 год; 17 914 чел. в 1926 году, 20 893 чел. в 1939 году).

## Образование района
С 1919 по 1921 гг. существовал Вознесенский район на правах волости Лодейнопольского уезда, позднее переименованный в волость.
Вознесенский район образован 1 августа 1927 года одновременно с образованием Ленинградской области. В состав района были включены следующие административные единицы упразднённого одновременно Лодейнопольского уезда:
- из Остречинской волости: Гакручейский, Ивинский, Муромльский и Остречинский сельсоветы;
- из Вознесенской волости: Барановский, Вознесенский, Гиморецкий, Кузринский, Косельгский, Шустручейский и Юксовский сельсоветы[5].

Первоначально Вознесенский район был включён в состав Лодейнопольского округа. После ликвидации округов (постановление ЦИК и СНК СССР от 23 июля 1930 года) район был подчинён непосредственно областным органам.

## Административное деление
С момента образования района и до конца 1930-х годов Вознесенский район делился на 11 сельсоветов.
| Сельсовет     | Административный центр | Население (1939) |
| ------------- | ---------------------- | ---------------- |
| Барановский   | д. Бараны              | 217              |
| Вознесенский  | р.п. Вознесенье        | 2 350            |
| Гакручейский  | д. Посад               | 1 289            |
| Гиморецкий    | д. Гимрека             | 962              |
| Ивинский      | д. Бубново             | 709              |
| Косельгский   | д. Никитинская         | 662              |
| Кузринский    | д. Петровская          | 1 348            |
| Муромльский   | д. Часовенская         | 563              |
| Остречинский  | д. Воробьёва           | 3 395            |
| Шустручейский | д. Родионова           | 964              |
| Юксовский     | д. Наволок             | 1 425            |

Постановлением Президиума Ленинградского облисполкома от 20 августа 1935 года районный центр посёлок Вознесенье был отнесён к категории рабочих посёлков.
Незадолго до начала Великой Отечественной войны в связи с предстоящим затоплением части территории района водохранилищем Ивинский разлив (в зону затопления попало значительное число населённых пунктов, расположенных в нижнем течении рек Муромля, Ивина и Остречинка) были упразднены три сельсовета — Ивинский, Косельгский и Муромльский. Также был упразднён Барановский сельсовет, его населённые пункты вошли в состав Шустручейского сельсовета.

## Упразднение района
Район был упразднён в 1954 году, его территория передана в состав Подпорожского района. В настоящее время большая часть территории бывшего Вознесенского района входит в состав Вознесенского городского поселения.